# Abdul Turay
Abdul Hamid Turay (ur. 18 stycznia 1967 w Chelmsford) – brytyjski i estoński dziennikarz, polityk, w latach 2013–2017 radny Tallinna.

## Życiorys
Ukończył historię na Uniwersytecie Północnego Londynu, następnie uzyskał magisterium na Uniwersytecie w Tampere w Finlandii. Pracował jako reporter w Hongkongu („Hong Kong Standard”), na Tajwanie („China News”) i Anglii, a także urzędnik w rządzie Wielkiej Brytanii – pisał przemówienia dla ministrów. Był członkiem Partii Liberalno-Demokratycznej.
Po przyjeździe do Estonii w 2008 roku pracował m.in. jako redaktor naczelny „The Baltic Times” oraz dziennikarz pisma „Postimees”. W wyborach samorządowych 2013 roku uzyskał mandat radnego Tallinna z listy Partii Socjaldemokratycznej. W wyborach europejskich w 2014 bez powodzenia kandydował z listy SDE. W 2017 przyłączył się do Partii Centrum, z ramienia której bez powodzenia ubiegał się o reelekcję w wyborach w 2017.
Jest autorem książki „Väike valge riik” („Mały biały kraj”). Pracował m.in. jako wykładowca w staromiejskim koledżu Tallinna.